# Élections sénatoriales de 2014 en Eure-et-Loir
Les élections sénatoriales de 2014 en Eure-et-Loir ont lieu le dimanche 28 septembre 2014. Elles ont pour but d'élire les trois sénateurs représentant le département au Sénat pour un mandat de six années.

## Contexte départemental
Lors des élections sénatoriales du 21 septembre 2008 en Eure-et-Loir, trois sénateurs ont été élus au scrutin majoritaire : Joël Billard, Gérard Cornu et Albéric de Montgolfier, tous trois issus de l'UMP. 
Depuis, le collège électoral, constitué des grands électeurs que sont les sénateurs sortants, les députés, les conseillers régionaux, les conseillers généraux et les délégués des conseils municipaux, a été renouvelé en quasi-totalité par les élections législatives de 2012 qui ont vu les quatre circonscriptions du département rester à droite (trois à l'UMP, une pour le Nouveau Centre), les élections régionales de 2010 qui ont conforté la majorité de gauche au conseil régional du Centre, les élections cantonales de 2011 à l'occasion desquelles la majorité de droite au conseil général a été consolidée, et surtout les élections municipales de 2014 qui ont été marquées par une relative stabilité dans ce département fortement ancré à droite et où le PRG joue un rôle important à gauche : parmi les communes de plus de 2 000 habitants, seule Lèves a connu l'alternance, passant du PS à l'UMP. 
Le gouvernement ayant imposé un mode de scrutin proportionnel avec listes paritaires dans les départements à partir de 3 élus au lieu de 4, certains sénateurs sortants d'un même parti, ne pouvant figurer en place éligible sur une même liste, préfèrent se présenter sur des listes différentes. C'est le cas en Eure-et-Loir où Albéric de Montgolfier et Gérard Cornu conduisent deux listes concurrentes, Joël Billard, après avoir également envisagé de conduire sa propre liste, ayant finalement rejoint, en troisième position, la liste Montgolfier.

## Rappel des résultats de 2008
|                | Gérard Cornu           | UMP            | 706   | 57,77  |  |  |
|                | Albéric de Montgolfier | UMP            | 633   | 51,80  |  |  |
|                | Joël Billard           | UMP            | 616   | 50,41  |  |  |
|                | Jacky Jaulneau         | PS             | 362   | 29,62  |  |  |
|                | Christian Gigon        | PS             | 239   | 19,56  |  |  |
|                | Patrick Hoguet         | UMP            | 227   | 18,58  |  |  |
|                | Jacques Geffroy        | PS             | 201   | 16,45  |  |  |
|                | Jacques Lemare         | DVD            | 184   | 15,06  |  |  |
|                | Gisèle Quérité         | PCF            | 70    | 5,73   |  |  |
|                | Philippe Loiseau       | FN             | 19    | 1,55   |  |  |
|                | Gérard Franck          | MoDem          | 18    | 1,47   |  |  |
|                |                        |                |       |        |  |  |
| Inscrits       | Inscrits               | Inscrits       | 1 244 | 100,00 |  |  |
| Abstentions    | Abstentions            | Abstentions    | 12    | 0,96   |  |  |
| Votants        | Votants                | Votants        | 1 232 | 99,04  |  |  |
| Blancs et nuls | Blancs et nuls         | Blancs et nuls | 10    | 0,81   |  |  |
| Exprimés       | Exprimés               | Exprimés       | 1 222 | 99,19  |  |  |

## Sénateurs sortants
| Sénateur | Sénateur               | Parti | Fonctions lors de l'élection en 2008 |
| -------- | ---------------------- | ----- | ------------------------------------ |
|          | Joël Billard           | UMP   | Sénateur sortant, maire de Bonneval  |
|          | Gérard Cornu           | UMP   | Maire de Fontenay-sur-Eure           |
|          | Albéric de Montgolfier | UMP   | Président du conseil général         |

## Collège électoral
En application des règles applicables pour les élections sénatoriales françaises, le collège électoral appelé à élire les sénateurs d'Eure-et-Loir en 2014 se compose de la manière suivante :
| Délégués des communes |                        |                       |                       |          |                     |
| | Conseillers municipaux | Délégués / commune    | Communes concernées   | Délégués | % collège électoral |
| Délégués des communes de moins de 9 000 habitants |                        |                       |                       |          |                     |
| - communes de < 100 habitants | 7                      | 1                     | 10                    | 10       | 0,78%               |
| - communes de < 500 habitants | 11                     | 1                     | 213                   | 213      | 16,55%              |
| - communes de < 1500 habitants | 15                     | 3                     | 118                   | 354      | 27,51%              |
| - communes de < 2 500 habitants | 19                     | 5                     | 23                    | 115      | 8,94%               |
| - communes de < 3 500 habitants | 23                     | 7                     | 11                    | 77       | 5,98%               |
| - communes de < 5 000 habitants | 27                     | 15                    | 7                     | 105      | 8,16%               |
| - communes de < 9 000 habitants | 29                     | 15                    | 3                     | 45       | 3,50%               |
| Délégués des communes de 9 000 à 29 999 habitants |                        |                       |                       |          |                     |
| - communes de < 10 000 habitants | 29                     | 29                    | 0                     | 0        | 0,00%               |
| - communes de < 20 000 habitants | 33                     | 33                    | 5                     | 165      | 12,82%              |
| - communes de < 30 000 habitants | 35                     | 35                    | 0                     | 0        | 0,00%               |
| Délégués des communes de 30 000 habitants et plus |                        |                       |                       |          |                     |
| - Dreux (30 536 hab.) | 39                     | 39                    | 1                     | 39       | 3,03%               |
| - Chartres (39 273 hab.) | 39                     | 50                    | 1                     | 50       | 3,89%               |
| Délégués des communes bénéficiant des dispositions particulières pour les communes fusionnées                                                                                           |                        |                       |                       |          |                     |
| Nogent-le-Roi, Gallardon, Senonches, Tremblay-les-Villages, Boutigny-Prouais, Bailleau-Armenonville, Thimert-Gâtelles, Saint-Sauveur-Marville, Berchères-Saint-Germain, Crucey-Villages |                        |                       | 10                    | 66       | 5,13%               |
| Délégués des communes | Délégués des communes  | Délégués des communes | Délégués des communes | 1 239    | 96,27%              |
| Conseillers généraux | Conseillers généraux   | Conseillers généraux  | Conseillers généraux  | 29       | 2,25%               |
| Conseillers régionaux | Conseillers régionaux  | Conseillers régionaux | Conseillers régionaux | 12       | 0,93%               |
| Députés | Députés                | Députés               | Députés               | 4        | 0,31%               |
| Sénateurs | Sénateurs              | Sénateurs             | Sénateurs             | 3        | 0,23%               |
| Total | Total                  | Total                 | Total                 | 1287     | 100,00%             |

1. ↑  Dans les communes de moins de 9 000 le conseil municipal élit en son sein des délégués dont le nombre dépend de la taille de la commune.
2. ↑  Dans les communes de 9 000 à 29 999 habitants, tous les conseillers municipaux sont délégués. Il n'y a pas de délégués supplémentaires
3. ↑  Dans les communes de plus de 30 000 habitants, tous les conseillers municipaux sont délégués et, en complément, le conseil municipal désigne des délégués supplémentaires à raison de 1 par tranche de 800 habitants au-delà de 30 000 habitants
4. ↑  « Dans le cas où le conseil municipal est constitué par application des articles L. 2113-6 et L. 2113-7 du code général des collectivités territoriales relatif aux fusions de communes dans leur rédaction antérieure à la loi no 2010-1563 du 16 décembre 2010 de réforme des collectivités territoriales, le nombre de délégués est égal à celui auquel les anciennes communes auraient eu droit avant la fusion. » (Code électoral, article L284)

## Présentation des candidats
Les nouveaux représentants sont élus pour une législature de 6 ans au suffrage universel indirect par les grands électeurs du département. En Eure-et-Loir, les trois sénateurs sont élus au scrutin proportionnel plurinominal. Chaque liste de candidats est obligatoirement paritaire et alterne entre les hommes et les femmes. 9 listes ont été déposées dans le département, comportant chacune 5 noms. Elles sont présentées ici dans l'ordre de leur dépôt à la préfecture et comportent l'intitulé figurant aux dossiers de candidature.

### Divers droite
| N° | Candidats | Candidats         | Parti | Principales fonctions |
| -- | --------- | ----------------- | ----- | --------------------- |
| 01 |           | Didier Pierre     | DVD   |                       |
| 02 |           | Isabelle Petit    | DVD   |                       |
| 03 |           | Luc Nubel         | DVD   |                       |
| 04 |           | Josiane Bothereau | DVD   |                       |
| 05 |           | Bruno Doiteau     | DVD   |                       |

### Union pour un mouvement populaire
| N° | Candidats | Candidats            | Parti | Principales fonctions                        |
| -- | --------- | -------------------- | ----- | -------------------------------------------- |
| 01 |           | Gérard Cornu         | UMP   | Sénateur sortant, maire de Fontenay-sur-Eure |
| 02 |           | Françoise Ramond     | UMP   | Maire d'Épernon                              |
| 03 |           | Jean-François Robert | UMP   | Maire de Viabon                              |
| 04 |           | Emmanuelle Bonhomme  | UMP   | Maire de Fontaine-les-Ribouts                |
| 05 |           | John Billard         | UMP   | Maire du Favril                              |

### Front national
| N° | Candidats | Candidats               | Parti | Principales fonctions |
| -- | --------- | ----------------------- | ----- | --------------------- |
| 01 |           | Alain Martin            | FN    |                       |
| 02 |           | Pascale Van Der Bauvede | FN    |                       |
| 03 |           | Charles De Moustier     | FN    |                       |
| 04 |           | Guylaine Bercher        | FN    |                       |
| 05 |           | Jean-Pierre Schmitt     | FN    |                       |

### Europe Écologie Les Verts
| N° | Candidats | Candidats             | Parti | Principales fonctions |
| -- | --------- | --------------------- | ----- | --------------------- |
| 01 |           | Aïcha Jabrane         | EELV  |                       |
| 02 |           | Mohamed Bougafer      | EELV  |                       |
| 03 |           | Marie-Claire Loudiere | EELV  |                       |
| 04 |           | Claude Joly           | EELV  |                       |
| 05 |           | Sandra Renda          | EELV  |                       |

### Divers droite
| N° | Candidats | Candidats          | Parti | Principales fonctions |
| -- | --------- | ------------------ | ----- | --------------------- |
| 01 |           | Philippe Auffray   | DVD   |                       |
| 02 |           | Geneviève Le Nevé  | DVD   |                       |
| 03 |           | Pascal Lepetit     | DVD   |                       |
| 04 |           | Jacqueline Devinck | DVD   |                       |
| 05 |           | Marc Molet         | DVD   |                       |

### Divers gauche
| N° | Candidats | Candidats              | Parti | Principales fonctions               |
| -- | --------- | ---------------------- | ----- | ----------------------------------- |
| 01 |           | Marie Madeleine Mialot | DVG   | Vice-présidente du conseil régional |
| 02 |           | Noël Billard           | DVG   |                                     |
| 03 |           | Michèle Martin         | DVG   |                                     |
| 04 |           | Roger Tran             | DVG   |                                     |
| 05 |           | Nicole Sirandré        | DVG   |                                     |

### Front de gauche
| N° | Candidats | Candidats         | Parti | Principales fonctions |
| -- | --------- | ----------------- | ----- | --------------------- |
| 01 |           | Gisèle Quérité    | PCF   |                       |
| 02 |           | Pascal Emmanuel   | PCF   |                       |
| 03 |           | Micheline Cognard | PCF   |                       |
| 04 |           | Jean-David Aubert | PCF   |                       |
| 05 |           | Dominique Garcia  | PCF   |                       |

### Parti radical de gauche
| N° | Candidats | Candidats          | Parti | Principales fonctions     |
| -- | --------- | ------------------ | ----- | ------------------------- |
| 01 |           | François Huwart    | PRG   | Maire de Nogent-le-Rotrou |
| 02 |           | Marylène Chevalier | PRG   |                           |
| 03 |           | Yves Marie         | PRG   |                           |
| 04 |           | Valérie Le Roy     | PRG   |                           |
| 05 |           | Daniel Frard       | PRG   |                           |

### Union pour un mouvement populaire
| N° | Candidats | Candidats              | Parti | Principales fonctions                          |
| -- | --------- | ---------------------- | ----- | ---------------------------------------------- |
| 01 |           | Albéric de Montgolfier | UMP   | Sénateur sortant, président du conseil général |
| 02 |           | Chantal Deseyne        | UMP   | Maire de Serville                              |
| 03 |           | Joël Billard           | UMP   | Sénateur sortant, maire de Bonneval            |
| 04 |           | Claudette Ferey        | UMP   | Maire de Hanches                               |
| 05 |           | Philippe Schmit        | UMP   | Maire du Thieulin                              |

## Résultats
| Tête de liste | Tête de liste          | Liste       | Voix  | %      | Sièges |  |
| ------------- | ---------------------- | ----------- | ----- | ------ | ------ |  |
|               | Albéric de Montgolfier | UMP         | 489   | 38,69  | 2      |  |
|               | Gérard Cornu           | UMP         | 340   | 26,90  | 1      |  |
|               | François Huwart        | PRG         | 200   | 15,82  |        |  |
|               | Marie-Madeleine Mialot | DVG         | 96    | 7,59   |        |  |
|               | Philippe Auffray       | DVD         | 63    | 4,98   |        |  |
|               | Alain Martin           | FN          | 40    | 3,16   |        |  |
|               | Aïcha Jabrane          | EELV        | 18    | 1,42   |        |  |
|               | Gisèle Quérité         | PCF         | 13    | 1,03   |        |  |
|               | Didier Pierre          | DVD         | 5     | 0,40   |        |  |
|               |                        |             |       |        |        |  |
| Inscrits      | Inscrits               | Inscrits    | 1 287 | 100,00 |        |  |
| Abstentions   | Abstentions            | Abstentions | 8     | 0,62   |        |  |
| Votants       | Votants                | Votants     | 1 279 | 99,38  |        |  |
| Blancs        | Blancs                 | Blancs      | 5     | 0,39   |        |  |
| Nuls          | Nuls                   | Nuls        | 10    | 0,78   |        |  |
| Exprimés      | Exprimés               | Exprimés    | 1 264 | 98,83  |        |  |